# Ławryków
Ławryków (ukr. Лавриків) – wieś na Ukrainie, w rejonie lwowskim (wcześniej w rejonie żółkiewskim) obwodu lwowskiego. Wieś liczy około 1500 mieszkańców.
Znajduje się tu przystanek kolejowy Ławryków, położony na linii Lwów – Rawa Ruska – Hrebenne.
W II Rzeczypospolitej do 1934 samodzielna gmina jednostkowa. Następnie należała do zbiorowej wiejskiej gminy Magierów w powiecie rawskim w woj. lwowskim. Po wojnie wieś weszła w struktury administracyjne Związku Radzieckiego.